# Eihwaz
Eihwaz (ook wel Ihwa of Iwaz) is de dertiende rune van het oude futhark. De klank is een zuivere 'EI' zonder j achteraan. Eihwaz is de vijfde rune van de tweede Aett. De letterlijke betekenis is taxus, in het Nederlands ook wel 'ijf' genoemd.

## Karaktercodering
| Unicode Codepoint | U+16c7                |
| Unicode-Name      | RUNIC LETTER IWAZ EOH |
| HTML              | &#5831;               |